# Peter Webber
Peter Webber (nascido em 1968) é um director de cinema britânico, reconhecido pelos filmes Girl with a Pearl Earring, Hannibal Rising e Pickpockets.

## Carreira
Girl with a Pearl Earring, protagonizada por Scarlett Johansson e Colin Firth, marcou a estreia de Webber como director de grandes-metragens. O filme recebeu numerosos prêmios, incluindo três nomeacões aos Prêmios da Academia, duas nomeações aos Balões de Ouro e 10 nomeações aos Prêmios BAFTA.
Dino De Laurentiis escolheu a Webber para dirigir um novo filme relacionado com a personagem de Hannibal Lecter, Hannibal Rising. Baseada no livro do mesmo nome de Thomas Harris e protagonizada por Gaspard Ulliel, Gong Li e Rhys Ifans, esta prequela relata a vida temporã de Lecter e os motivos que o converteram num assassino canibal.
Webber estreou seu primeiro curta-metragem, The Zebra Man, sobre a vida do artista freak Horace Ridler, protagonizado por Minnie Driver. Em 2012 regressou ao grande ecrã com o drama bélico Emperor, com Tommy Lee Jones como protagonista. Em 2016 dirigiu a miniserie Tutankhamun, protagonizada por Sam Neill.
Em 2018 transladou-se a Bogotá, Colômbia, para rodar o filme Pickpockets. O director já tinha visitado a Colômbia em 2009 para filmar o documentário The Sand and the Rain sobre a tribo amazónica Macuna. Em 2019 iniciou o rodagem de um filme de suspenso titulada Fremason para Lionsgate .

## Filmografiía

### Cinema
- he Stretford Wives (2001)
- Girl with a Pearl Earring (2003)
- Hannibal Rising (2007)
- Emperor (2012)
- Earth: One Amazing Day (2017)[3]
- Pickpockets: Maestros do roubo (2018)[4][5][6][7]
- Inna de Yard: The Soul of Jamaica (2019)[8]

### Televisão
- The Temptation of Franz Schubert (1997)
- Underground (1999)
- Men Only (2001)
- Six Feet Under (2004, episódio "The Dare")
- Tutankhamun (2016)